# Полистена
Полѝстена (на италиански: Polistena, на местен диалект Polìstina, Полистина) е град и община в Южна Италия, провинция Реджо Калабрия, регион Калабрия. Разположен е на 254 m надморска височина. Населението на общината е 10 719 души (към 2013 г.).